# Étienne Souriau
Étienne Souriau (Lilla, 26 aprile 1892 – Parigi, 19 novembre 1979) è stato un filosofo francese.

## Biografia
Figlio di Paul Souriau (1852-1926) e fratello di Michel Souriau, E.S. compie i suoi studi presso il Liceo di Nancy e fa il suo ingresso all'Ecole Normale Superieure nel 1912. Qui si diploma nel 1920 nella sessione riservata ai prigionieri e ai reduci di guerra (E.S. trascorse infatti i quattro anni della Prima Guerra mondiale in cattività) diventando agregé di filosofia (si classifica al primo posto). Professore nei licei di Sarreguemines e Chartres, diviene docteur ès lettres nel 1925 con le due tesi Pensée vivante et perfection formelle e L'abstraction sentimentale, entrambe pubblicate da Alcan e dirette dal padre Paul. È quindi professore di Filosofia all'università di Aix-en-Provence negli a.a. 1926-27 e 1927-28, per poi passare nell'a.a. 1929-30 all'Università di Lione dove insegna Filosofia generale, Psicologia ed Estetica fino agli ultimi mesi del 1940.
Nel gennaio 1941 approda alla Sorbona in qualità di maitre de conferences in Storia della filosofia, affiancando dal 1945 Charles Lalo (1877-1953) sulla cattedra di Estetica, che terrà poi fino al termine della sua carriera accademica (1962). Carriera che peraltro fu ricca di successi: Souriau fu infatti Direttore del dipartimento di Filosofia, membro del Direttorio del CNRS, membro del Consiglio di amministrazione dell'Istituto d'Arte e dell'Istituto di Filmologia dell'Università di Parigi, Presidente della Société Francaise di Estetica e Direttore dell'Istituto di Estetica. Nel 1958 corona la sua brillante carriera con l'elezione alla "Académie des Sciences morales et politiques". Va in pensione nel 1962, pur continuando a scrivere e a tenere conferenze in tutta Europa. Muore a Parigi il 19 novembre 1979.

## Pensiero
Etienne Souriau è stato uno dei maggiori estetologi francesi del Novecento ed è stato uno dei padri spirituali dell'estetica contemporanea assieme a Mikel Dufrenne (1910-1995). Tra i suoi allievi si segnalano Olivier Revault D'Allonnes e René Passeron. Alla sua attività istituzionale di alto profilo Souriau ha affiancato a lungo la direzione della Révue d'Esthétique, da lui stesso fondata nel 1948 assieme a Raymond Bayer e Charles Lalo. Suo obbiettivo è stato quello di fare dell'Estetica una disciplina scientifica a tutti gli effetti, dotata cioè di uno statuto epistemologico ben definito e di una terminologia chiara e univoca. In questo senso, è da ricordare il suo impegno pluridecennale per la creazione di un Vocabolario di Estetica (Vocabulaire d'Esthétique, PUF, 1990) ancora oggi in commercio e completato in buona parte dalla figlia Anne Souriau. Da notare anche la sua attenzione per il cinema e il teatro.
Non tutte le sue opere sono dedicate all'estetica, perché Souriau si è occupato anche di questioni di filosofia generale (teoretica) e perfino di ontologia. La sua opera filosofica principale è costituita dal libro del 1939 intitolato L'instauration philosophique (PUF, 1939) a cui andrebbe aggiunto il trattatello di ontologia dal titolo: Les différents modes d'existence (PUF, 1943; tr. it.. a c. di F. Domenicali, 2017). Nella Instauration philosophique Souriau ha indagato le leggi strutturali che presiedono all'instaurazione dei differenti "filosofemi", giungendo a definire le linee guida di una "filosofia della filosofia". Secondo Souriau, infatti, le dottrine filosofiche sono anch'esse da considerarsi come delle "opere" (al pari delle opere d'arte) e il pensiero filosofico dev'essere concepito come un pensiero "instaurativo". Si potrebbero dunque studiare - è questa la tesi del libro - i sistemi filosofici come altrettante "opere" di pensiero, ciascuna dipendente da un processo di instaurazione: cioè da un processo fatto di operazioni creatrici, costruttive, ordinatrici o evolutive, che conduce alla posizione di un essere nella sua "patuità". L'opera filosofica, in questo senso, dev'essere concepita in quanto "monumento" di idee espresse in un sistema "architettonico", cioè in un corpo di testi articolati in una struttura gerarchizzata (il "filosofema"), che così si potrebbe studiare in maniera positiva. In tal modo Souriau delinea quella che è stata definita (da Martial Gueroult in particolare) una "via estetica" all'oggettività dei sistemi filosofici, via attraverso la quale egli definisce una teoria generale delle leggi architettoniche valevoli per ogni tipo di instaurazione (legge del punto di vista, di opposizione significativa, di mediazione, di evasione dinamica, dei raddoppiamenti, ecc.).
Per quanto riguarda invece l'estetica, che ha rappresentato il campo di studi a cui la riflessione di Souriau è rimasta indissolubilmente legata, la sua teoria si trova racchiusa nelle pagine de L'avenir de l'esthétique (Alcan, 1929) e, soprattutto, nella Corrispondenza delle arti (Flammarion, 1947; tr. it. a c. di R. Milani, Alinea 1988), dove Souriau si schiera in favore di "un'estetica comparata". Il suo pensiero costituisce veramente un unicum nella filosofia del Novecento, e si muove su una linea assolutamente originale, equamente distante tendenze in auge nella Francia degli anni Trenta (principalmente l'esistenzialismo fenomenologico e il bergsonismo). La sua posizione positivista, realista e razionalista lo avvicina senza dubbio (e per sua stessa ammissione) alla riflessione degli autori della scuola epistemologica francese come Émile Meyerson, Léon Brunschvicg e Gaston Bachelard, da cui tuttavia si distingue per le sue vedute originali che lo rendono a pieno titolo un "inclassificabile". In campo estetico risente soprattutto della lezione "positivista" di Charles Lalo e della morfologia di Henri Focillon.

### Volumi
- Pensée vivante et perfection formelle, Paris, Hachette, 1925 [tesi principale presentata alla Facoltà di Lettere dell'Università di Parigi] (2ª ed. PUF, 1952);
- L'abstraction sentimentale, Paris, Hachette, 1925 [tesi complementare] (2ª ed. PUF, 1951);
- L'avenir de l'esthétique. Essai sur l'objet d'une science naissante, Paris, Alcan, 1929 (tr. it. parz. in I percorsi delle forme, Milano, B. Mondadori, 1997, pp. 156-165 - solo le Conclusioni);
- Avoir une âme. Essai sur les existences virtuelles, Belles Lettres / Annales de l'Université de Lyon, 1938;
- L'instauration philosophique, Paris, Alcan, 1939;
- Les différents modes d'existence, Paris, PUF, 1943 (2ª ed. PUF 2009) (tr. it. a cura di F. Domenicali, Milano, Mimesis, 2017);
- La correspondance des arts, Paris, Flammarion, 1947 (tr. it. di R. Milani, Firenze, Alinea, 1988);
- Les deux cent mille situations dramatiques, Paris, Flammarion, 1950;
- L'ombre de Dieu, Paris, PUF, 1955;
- Le sens artistique des animaux, Paris, Hachette, 1965 (tr. it. di M. Porro, Milano, Mimesis, 2002);
- Clefs pour l'esthétique, Paris, Seghers, 1970;
- La couronne d'herbes. Esquisse d'une morale sur des bases purement esthétiques, Paris, UGE, 1975;
- L'avenir de la philosophie, Paris, Gallimard, 1982 [postumo].

### Testi d'occasione
- Florence, Paris, Hachette, coll: "Les album des guides bleus", 1957;
- La Poésie française et la peinture, London, Athlone Press, 1966;
- Benn. Fragments des compositions, Paris, Berger-Levrault, 1975;
- Regards sur Benn, Paris, Les amis de l'oeuvre du peintre Benn, 1979;
- Benn, J. Hovine, 1980 [postumo].

### Opere collettive
- Vocabulaire d'esthétique (a cura di Etienne e Anne Souriau), Paris, PUF, 1990.

### Corsi alla Sorbona
- La condition humaine vue à travers l'art, Paris, CDU, 1955;
- Les grands problèmes de l'esthétique théatrale, Paris, CDU, 1956; (tr. it. a c. di C. Cappelletto, I grandi problemi dell'estetica teatrale, Milano, Mimesis, 2015);
- Les categories esthétiques, Paris, CDU, 1956;
- Les structures maitresses de l'oeuvre d'art, Paris, SEDES, 1960 (2ª ed. 1966);
- L'évolution du besoin esthétique à travers les ages, Paris, 21/27, 1962.

### Partecipazione alle riunioni dellaSociété d'Etudes Philosophiques du Sud-Est(1927-1938)
- H. Urtin, Le conflit de l'habitude et de la recidive dans la responsabilite penale. Séance du 24 fevr. 1927 (M. Blondel, G. Morin, E. Souriau, A. Valensin), «Bulletin de la Société d'Études Philosophiques du Sud-Est», a. I, n. 2, (juin 1927), pp. 35-41 (intervention de Souriau pp. 39-40);
- G. Monod, L'objet de la psychologie: à propos du conflit psychologisme et sociologisme. Séance du 8 décembre 1927 (M. Rimaud, Mlle Anziani, M. Serrus, M. Urtin, M. Bourgarel, M. Berger, E. Augier, A. Hesnard, J. Paliard, E. Souriau), «Bulletin de la Société d'Études Philosophiques du Sud-Est», a. I, n. 3 (déc. 1927), pp. 88-100;
- H. Urtin, Le probleme individuel et social de la peine de mort. Séance du 22 Mars 1928 (E. Pierre, M. Matre, M. Rimaud, M. Berger, M. Bourgarel, Aguilera, M. Blondel, G. Morin, E. Souriau & P. Terrin), «Les Etudes Philosophiques", a. II, n. 2/3 (nov. 1928), pp. 63-76;
- G. Berger, La psychologie et la pratique. Séance du 15 mai 1928 (R. Bourgarel, M. Blondel, M. Foucault, A. Hesnard, P. Masson-Oursel & E. Souriau), «Les Etudes Philosophiques», a. II, n. 2-3 (nov. 1928), pp. 78-95;
- G. Morin, L'abus des droits et les relations du reel et des concepts dans le domaine juridique. Séance du 30 novembre 1928 (E. Souriau, M. Blondel & C.-A. Emge), «Les Etudes Philosophiques», a. III, n. 1 (juin 1929), pp. 1-8;
- J. Paliard, Remarques sur la grandeur apparente des objets visibles. Séance du 25 avril 1929 (M. Blondel, E. Souriau, M. Serrus & M. Bourgarel), «Les Etudes Philosophiques», a. III, n. 2/3 (déc. 1929), pp. 100-116;
- C. Constantin, Criminalité et moralité du temps de guerre (E. Souriau, J. Lépine, M. Vialatoux & Jean Lacroix), «Les Etudes Philosophiques», a. IV, n. 1 (mai 1930), pp. 38-41;
- R. Bourgarel, Le problème du temps chez Saint-Augustin. Séance du 20 décembre 1930 (M. Blondel, J. Chevalier, J. Dinner, P. Masson-Oursel, J. Maréchal & E. Souriau), «Les Etudes Philosophiques», a. V, n. 1 (janv.-mars 1931), pp. 7-17;
- G. Berger, Empirisme et transcendance. Séance du 16 mai 1931 (M. Blondel, L. Brunschvicg, J. Chevalier, J. Darbon, J. Delvolve, C.-A. Emge, E. Goblot, Lachieze-Rey, R. Le Senne, J. Marechal, C. Serrus, E. Souriau, M. Segond, M. Paliard & M. Monod), «Les Etudes Philosophiques», a. VI, n. 1 (janv.-mars 1932), pp. 1-19;
- R. Bourgarel, Les raisons profondes de la metaphysique stoicienne. Séance du 20 Mars 1937 (M. Blondel, J. Chevalier, J. Delvolvé, J. Guitton, R. Le Senne, Ch. Serrus, E. Souriau & J. Vialatoux), «Les Etudes Philosophiques», a. XI, n. 1/2 (avr. 1937), pp. 10-19.

### Recensioni
- Richard Heckel, Optische Formen und âsthetisches Erleben, "Bulletin de la Société d'Études Philosophiques du Sud-Est", a. I, n. 2 (juin 1927), p. 57;
- Hermann Fromm, Sprachliche Formgebung und aesthetische Wertung Vandenhoeck et Ruprecht (compte-rendu), «Les Études philosophiques", a. II, n. 1 (mai 1928), pp. 32-33;
- Erwin Walker, Das musikalische Erlebnis und seine Entwicklung Vandenhoeck & Ruprecht (compte-rendu), «Les Études philosophiques", a. II, n. 1 (mai 1928), p. 46;
- Pierre Guastalla, L'esthétique et l'art (compte-rendu), «Les Études philosophiques», a. III, n. 1 (juin 1929), p. 46;
- Henri Urtin, Vers une science du réel (compte-rendu), «Les Études philosophiques", a. IV, n. 2/3 (déc. 1930), pp. 162-163;
- Lionel Landry, La sensibilité musicale, ses éléments, sa formation (compte-rendu), Esthétique musicale, «Revue philosophique de la France et de l'étranger", t. 111 (janv.-juin 1931), pp. 454-459;
- Siohan, Robert, Horizons sonores. Évolution actuelle de l'art musical, in "Revue Philosophique de la France et de l'Étranger", vol. 146 (1956), pp. 575-576;
- Pic G. Adrian, L'Entité art-actuel (Art principiel), in "Leonardo", vol. 11, n. 2 (Spring, 1978), p. 167;
- Jacques Mandelbrojt, La Genèse d'une peinture, in "Leonardo", vol. 12, n. 3 (Summer, 1979), p. 256.

### Prefazioni scritte da Souriau
- J.-C. Piguet, Découverte de la musique: essai sur la signification de la musique, préf. d'E. Souriau, Lausanne, Geneux, 1948;
- Guy Delfel, L'esthétique de Stéphane Mallarmé, préface d'Étienne Souriau, Paris, Flammarion, 1951;
- C.-A. Sfaellos, Le fonctionnalisme dans l'architecture contemporaine, préf. d'E. Souriau, Paris, Vincent Oréal et Cie, 1952;
- M.-T. Poncet, L'esthétique du dessin animé, préf. d'E. Souriau, Paris, Nizet, 1952;
- A. Ayfre, Dieu au cinéma : Problèmes esthétiques du film religieux, préf. d'E. Souriau, 1953;
- R. Cartesio, Discours de la méthode, postface d'E. Souriau (Descartes et son temps), Paris, Le livre mondial, 1953.
- C. Ballif, Introduction à la métatonalité: vers une solution tonale et polymodale du problème atonal, introd. par E. Souriau, Paris, Richard-Masse Editeurs, 1956;
- J. Jacquot (éd.), Visages et perspectives de l'Art moderne: peinture, poésie, musique [entretiens d'Arras, 20-22 juin 1955] préf. d'E. Souriau, Paris, Ed. du CNRS, 1956;
- R. Siohan, Horizons sonores: évolution actuelle de l'art musical, préf. d'E. Souriau, Paris, Flammarion, 1956;
- A. Vergez, Denis Huisman et alii, Court traité de Philosophie. Psychologie, Préf. d'E. Souriau, Paris, Nathan, 1958;
- E. Fraenkel, Les dessins trans-conscients de Stéphane Mallarmé à propos de la typographie de Un coup de dés, avant-propos par E. Souriau, Paris, Nizet, 1960;
- P. Ginestier, Le théâtre contemporain dans le monde: essai de critique esthétique, préf. d'E. Souriau, Paris, PUF, 1961;
- E. Costère, Mort ou transfigurations de l'harmonie, préf. d'E. Souriau, Paris, PUF, 1962;
- I. Wojnar, Esthétique et pédagogie, préf. d'E. Souriau, Paris, PUF, 1963;
- F. Harburger, Le langage de la peinture, Préf. d'E. Souriau, Paris, Presses du Temps Présent, 1963;
- F. Harburger, Le langage de la pensee, Préf. d'E. Souriau, Paris, Presses du Temps Présent, 1963, pp. 5-10;
- Ph. Minguet, Le propos de l'art, préf. d'É. Souriau, Tournai, Casterman, 1963;
- N. Mouloud, La peinture et l'espace: recherche sur les conditions formelles de l'expérience esthétique, préf. d'E. Souriau, Paris, PUF, 1964;
- F. Reiss, 140 thèses en Sorbonne: comptes-rendus critiques, préf. d'E. Souriau, Paris, Société d'édition d'Enseignement Supérieur, 1965;
- G. Prudhommeau, La danse grecque antique, t. 1, Livres I, II, III, préf. d'E. Souriau, Paris, CNRS, 1965;
- G. Prudhommeau, La danse grecque antique, t. 2, Annexes et planches, préf. d'E. Souriau, Paris, CNRS, 1966;
- F. Hussain, Le Jugement esthétique: inventaire des théories, essai de méthodologie, préf. d'É. Souriau: A propos de l'esthétique expérimentale, Paris, Lettres modernes Minard, 1967;
- F. Popper, Naissance de l'art cinétique, préf. d'Etienne Souriau, Gauthier-Villars, 1967;
- Benn: Dessins, préf. d'É. Souriau, Paris, Klincksieck, 1969;
- Benn: les Psaumes, préf. d'É. Souriau, Lyon, Musée des beaux-arts, 1970;
- A. Papadopoulo, Esthétique de l'art musulman: la peinture, préf. d'E. Souriau, Lille, Service de reproduction des thèses de l'université, 1972;
- E. Roudnistka, L'esthétique en question: introduction à une esthétique de l'odorat, préf. d'E. Souriau, Paris, PUF, 1977.

### In Italiano
- La corrispondenza delle arti (a cura di R. Milani), Firenze, Alinea, 1988;
- Il senso artistico degli animali (a cura di M. Mazzocut-Mis), Milano, Mimesis, 2002;
- I grandi problemi dell'estetica teatrale (a cura di C. Cappelletto), Milano, Mimesis, 2015;
- I differenti modi d'esistenza e altri testi sull'ontologia dell'arte (a cura di F. Domenicali), Milano, Mimesis, 2017.